# Gawłuszowice (gmina)
Gawłuszowice – gmina wiejska w województwie podkarpackim, w powiecie mieleckim. W latach 1975–1998 gmina położona była w województwie rzeszowskim.
Siedzibą gminy są Gawłuszowice. Według danych z 30 czerwca 2009 gminę zamieszkiwało 2818 osób. Natomiast według danych z 31 grudnia 2017 roku gminę zamieszkiwało 2764 osób.

## Struktura powierzchni
Według danych z roku 2002 gmina Gawłuszowice ma obszar 33,79 km², w tym:
- użytki rolne: 82%
- użytki leśne: 3%

Gmina stanowi 3,84% powierzchni powiatu.

## Demografia

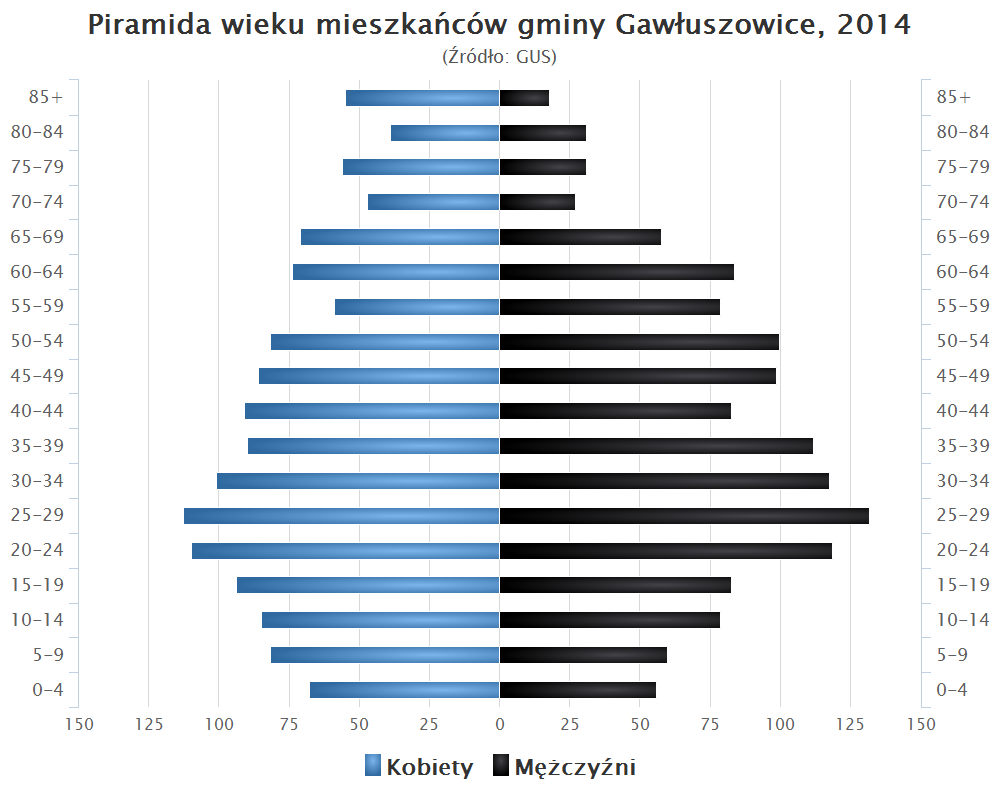
Piramida wieku mieszkańców gminy Gawłuszowice w 2014 roku

Dane z 31 grudnia 2009:
| Opis                              | Ogółem | Ogółem | Kobiety | Kobiety | Mężczyźni | Mężczyźni |
| --------------------------------- | ------ | ------ | ------- | ------- | --------- | --------- |
| Jednostka                         | osób   | %      | osób    | %       | osób      | %         |
| Populacja                         | 2 792  | 100    | 1434    | 51,4    | 1358      | 48,6      |
| Gęstość zaludnienia [mieszk./km²] | 82,6   | 82,6   | 42,4    | 42,4    | 40,2      | 40,2      |

## Budżet
Rysunek 1.1 Dochody ogółem w gminie Gawłuszowice w latach 1995-2010 (w zł)
| WYSZCZEGÓLNIENIE               | J. m. | ROK       | ROK         | ROK         | ROK         | ROK         | ROK         | ROK         | ROK         | ROK         | ROK         | ROK         | ROK          | ROK          | ROK          | ROK          | ROK           |
| WYSZCZEGÓLNIENIE               | J. m. | 1995      | 1996        | 1997        | 1998        | 1999        | 2000        | 2001        | 2002        | 2003        | 2004        | 2005        | 2006         | 2007         | 2008         | 2009         | 2010          |
| ------------------------------ | ----- | --------- | ----------- | ----------- | ----------- | ----------- | ----------- | ----------- | ----------- | ----------- | ----------- | ----------- | ------------ | ------------ | ------------ | ------------ | ------------- |
| Dochody ogółem                 | zł    | 822 759,- | 1 564 947,- | 2 186 630,- | 3 387 795,- | 3 522 887,- | 3 204 009,- | 3 626 564,- | 4 088 881,- | 4 193 285,- | 4 361 499,- | 4 959 856,- | 5 336 280,52 | 5 937 978,25 | 6 413 365,66 | 7 123 777,90 | 11 055 488,25 |
| ZNAK                           | ±     | –         | –           | +           | –           | +           | –           | –           | +           | +           | +           | +           | +            | –            | +            | +            | +             |
| Nadwyżka/deficyt budżetowa(-y) | zł    | 124 046,- | 94 115,-    | 579 594,-   | 177 725,-   | 52 064,-    | 315 193,-   | 179 568,-   | 184 893,-   | 140 220,-   | 398 152,-   | 204 228,-   | 263 289,93   | 68 325,84    | 488 664,31   | 712 805,18   | 56 469,84     |
| ZNAK                           | Σ     | =         | =           | =           | =           | =           | =           | =           | =           | =           | =           | =           | =            | =            | =            | =            | =             |
| Wydatki ogółem                 | zł    | 698 713,- | 1 470 832,- | 2 766 224,- | 3 210 070,- | 3 574 951,- | 2 888 816,- | 3 446 996,- | 4 273 774,- | 4 333 505,- | 4 759 651,- | 5 164 084,- | 5 599 570,45 | 5 869 652,41 | 6 902 029,97 | 7 836 583,08 | 11 111 958,09 |

Rysunek 1.2 Wydatki ogółem w gminie Gawłuszowice w latach 1995-2010 (w zł)

Według danych z roku 2010 średni dochód na mieszkańca wynosił 3 992,59 zł (tj. – stan na 31 XII; przy 3 979,66 zł w zestawieniu na 30 VI); jednocześnie średnie wydatki na mieszkańca kształtowały się na poziomie 4 012,99 zł (tj. – stan na 31 XII; przy 3 999,98 zł w zestawieniu na 30 VI).

## Zabytki

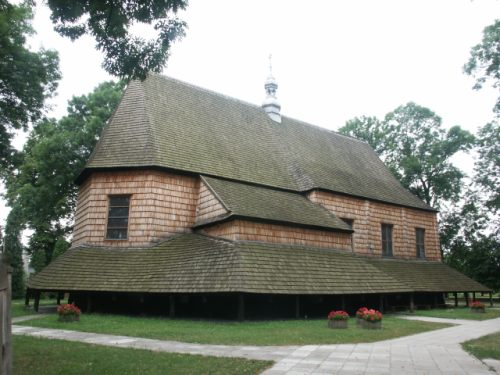
Kościół parafialny w Gawłuszowicach

- Kościół parafialny pw. św. Wojciecha z 1677 jest to zabytek klasy 0 w Gawłuszowicach.
- Cmentarz Parafialny w Gawłuszowicach
- Stara Plebania Przykościelna z 1863 również zabytek klasy 0 w Gawłuszowicach
- Figura Świętego Jana w Gawłuszowicach
- Figura Matki Boskiej w miejscu kościoła parafialnego zabranego przez wody rzeki Wisłoki w XVII w. w Gawłuszowicach.
- Figura Matki Bożej Różańcowej z 1899 r. w Gawłuszowicach.
- Figura przydrożna z 1888 r. w Młodochowie
- Dwór murowany z 1911 w Woli Zdakowskiej
- Przydrożny krzyż pokutny z 1791 w Woli Zdakowskiej
- Pomnik ku czci ofiar pacyfikacji niemieckiej w 1943 w Krzemienicy

## Placówki państwowe
Na terenie Gawłuszowic działają Szkoła Podstawowa im. Władysława Jasińskiego oraz Publiczne Gimnazjum. Budynki obu szkół są połączone. Do szkół uczęszcza dzieci i młodzież z całej Gminy Gawłuszowice. W Gminie znajdują się jeszcze placówki szkół podstawowych podlegających szkole w Gawłuszowicach: w Krzemienicy, Ostrówku i w Młodochowie. Poza tym w Gawłuszowicach znajdują się Przychodnia Zdrowia, Apteka Lekarska, Bank Spółdzielczy, Poczta Polska. W Krzemienicy znajduje się Ośrodek Rehabilitacyjno-Opiekuńczy.

## Sołectwa
Gawłuszowice, Ostrówek, Kliszów, Młodochów, Brzyście, Krzemienica, Wola Zdakowska.

## Sąsiednie gminy
Borowa, Mielec, Osiek, Padew Narodowa, Połaniec, Tuszów Narodowy